# Трезвучие
Трезву́чие — аккорд, состоящий из трёх звуков, расположенных по терциям.

## Виды

### По строению
Каждое трезвучие содержит в сжатом расположении две терции (нижнюю и верхнюю) и одну квинту в итоге. В зависимости от качества этих интервалов трезвучия делятся по своей структуре на четыре типа:
| Название | Терции | Терции | Квинта      | Обозначение | Ступень извлечения в мажорном ладу | Ступень извлечения в минорном ладу |
| Название | 1-я    | 2-я    | Квинта      | Обозначение | Ступень извлечения в мажорном ладу | Ступень извлечения в минорном ладу |
| --- | ------ | ------ | ----------- | ----------- | ---------------------------------- | ---------------------------------- |
| \new Staff \with { \remove "Time_signature_engraver" } { < c' e' g' >1 < c' es' g' >1 < c' e' gis' >1 < c' es' ges' >1 } |        |        |             |             |                                    |                                    |
| Мажорное | б      | м      | чистая      | Б53         | I, IV, V                           | III, VI, VII                       |
| Минорное | м      | б      | чистая      | М53         | II, III, VI                        | I, IV, V                           |
| Увеличенное | б      | б      | увеличенная | Ув53        | гармоническая (VI-): VI-           | гармоническая (VII+): III          |
| Уменьшённое | м      | м      | уменьшённая | Ум53        | VII; гармоническая (VI-): II       | II; гармоническая (VII+): VII+     |

Составные звуки трезвучия называются основным (обозначается «1»), терцовым (обозначается «3») и квинтовым (обозначается «5») тонами, в зависимости от того, какое место они занимают в основном положении (будучи расположенными по терциям).
- Основным тоном (примой) называется тот звук трезвучия, который в тесном расположении находится внизу;
- терцовым тоном (терцией) называется тот звук трезвучия, который в тесном расположении находится посередине;
- квинтовым тоном (квинтой) называется тот звук трезвучия, который в тесном расположении находится вверху.

Эти названия, пока речь идет о данном аккорде, присущи нотам независимо от их взаимного расположения (формы трезвучия).
Мажорное и минорное трезвучия являются консонансами и в первую очередь могут применяться как устойчивые тонические аккорды. Увеличенные и уменьшённые трезвучия являются диссонансными.

### По расположению в ладу
| Название | Терции | Терции  | Обозначение |
| Название | 1-я    | 2-я 2-я | Обозначение |
| --- | ------ | ------- | ----------- |
| \new Staff \with { \remove "Time_signature_engraver" } { < c' e' g' >1 < f' a' c'' >1 < g' b' d'' >1 < d' f' a' >1 < e' g' b' >1 < a' c'' e'' >1 < b' d'' f'' >1 } \addlyrics {I IV V II III VI VII} |        |         |             |
| Главные трезвучия |        |         |             |
| I ступени (тоническое) | б      | м       | T53         |
| IV ступени (субдоминантовое) | б      | м       | S53         |
| IV ступени гарм(субдоминантовое минорное) | м      | б       | s53 гарм    |
| V ступени (доминантовое) | б      | м       | D53         |
| Побочные трезвучия |        |         |             |
| II ст. | м      | б       | II53        |
| II ст. гарм | м      | м       | II53 гарм   |
| III ст. | м      | б       | III53       |
| VI ст. | м      | б       | VI53        |
| VI- ст. гарм | б      | б       | VI53 гарм   |
| VII ст. | м      | м       | VII53       |

| Название | Терции | Терции | Обозначение |
| Название | 1-я    | 2-я    | Обозначение |
| --- | ------ | ------ | ----------- |
| \new Staff \with { \remove "Time_signature_engraver" } { < c' es' g' >1 < f' as' c'' >1 < g' bes' d'' >1 < d' f' as' >1 < es' g' bes' >1 < as' c'' es'' >1 < bes' d'' f'' >1 } \addlyrics {I IV V II III VI VII} |        |        |             |
| Главные трезвучия |        |        |             |
| I ступени (тоническое) | м      | б      | t53         |
| IV ступени (субдоминантовое) | м      | б      | s53         |
| V ступени (доминантовое) | м      | б      | d53         |
| V ступени гарм(доминантовое мажорное) | б      | м      | D53 гарм    |
| Побочные трезвучия |        |        |             |
| II ст. | м      | м      | II53        |
| III ст. | б      | м      | III53       |
| III ст. гарм | б      | б      | III53 гарм  |
| VI ст. | б      | м      | VI53        |
| VII ст. | б      | м      | VII53       |
| VII+ ст. гарм | м      | м      | VII53 гарм  |

## Обращения
| Обращение                                                                                               | Название аккорда             | Состав              | Обозначение |
| --- | ---------------------------- | ------------------- | ----------- |
| \new Staff \with { \remove "Time_signature_engraver" } { < c' e' g' >1 < e' g' c'' >1 < g' c'' e'' >1 } |                              |                     |             |
| Основной аккорд                                                                                         | Мажорное трезвучие           | б. 3 + м. 3 = ч. 5  | Б53         |
| Первое                                                                                                  | Мажорный секстаккорд         | м. 3 + ч. 4 = м. 6  | Б6          |
| Второе                                                                                                  | Мажорный квартсекстаккорд    | ч. 4 + б. 3 = б. 6  | Б64         |
| Основной аккорд                                                                                         | Минорное трезвучие           | м. 3 + б. 3 = ч. 5  | М53         |
| Первое                                                                                                  | Минорный секстаккорд         | б. 3 + ч. 4 = б. 6  | М6          |
| Второе                                                                                                  | Минорный квартсекстаккорд    | ч. 4 + м. 3 = м. 6  | М64         |
| Основной аккорд                                                                                         | Увеличенное трезвучие        | б. 3 + б. 3 = ув. 5 | Ув53        |
| Первое                                                                                                  | Увеличенный секстаккорд      | б. 3 + ум. 4 = м. 6 | Ув6         |
| Второе                                                                                                  | Увеличенный квартсекстаккорд | ум. 4 + б. 3 = м. 6 | Ув64        |
| Основной аккорд                                                                                         | Уменьшенное трезвучие        | м. 3 + м. 3 = ум. 5 | Ум53        |
| Первое                                                                                                  | Уменьшенный секстаккорд      | м. 3 + ув. 4 = б. 6 | Ум6         |
| Второе                                                                                                  | Уменьшенный квартсекстаккорд | ув. 4 + м. 3 = б. 6 | Ум64        |

Обращением трезвучия называется такой его вид, в котором нижним звуком является терцовый или квинтовый тон основного трезвучия. Трезвучие может быть трёх видов, каждый из которого отличается от предыдущего тем, что нижний звук поднят на октаву выше. Проводимая операция также называется обращением. Третье обращение приводит к возврату к начальной форме трезвучия — основному виду, расположенному на октаву выше:
- трезвучие (основной вид) — с основным тоном в нижнем голосе.
- секстаккорд (или первое обращение трезвучия) — обращение с терцовым тоном в нижнем голосе. В классической гармонии секстаккорд обозначается цифрой 6[2].    В нём крайние звуки образуют сексту, а признаком является положение терции в основании.
- квартсекстаккорд (или второе обращение трезвучия) — обращение с квинтовым тоном в нижнем голосе. Квартсекстаккорд обозначается цифрами 4 и 6 (или 6 и 4)[2]. В нём, как и в секстаккорде, крайние звуки образуют сексту, а признаком является положение кварты в основании.